# Яхимец, Иван Иванович
Иван Иванович Яхимец (1933—2006) — советский работник промышленности, строитель, бригадир комплексной бригады строительного управления № 1 треста № 1 Главзападуралстроя Пермской области, Герой Социалистического Труда (1974).

## Биография
Родился 19 февраля 1933 года в селе Столява Львовской области Украинской ССР, ныне Украины. 
После окончания Великой Отечественной войны, окончил школу и работал в колхозе. В 1951 году приехал в город Березники, где работал плотником-монтажником на строительстве Соликамского магниевого завода («Магнийстрой»). В 1960 году возглавил комплексную бригаду плотников-бетонщиков, с которой участвовал в сооружении производственных корпусов Березниковского титано-магниевого комбината, азотно-тукового и содового заводов, строил цеха ТЭЦ-2 и ТЭЦ-4. Особенно его бригада проявила себя на строительстве 2-го и 3-го калийных комбинатов, обеспечивая выполнение сменных норм выработки на 130 процентов и первой среди других бригад треста выполнила пятилетнее задание. В годы 11-й пятилетки бригада строила объекты 4-го калийного комбината и комплекса по производству метанола в Губахе.
В строительном управлении  № 1, которое в декабре 1993 года в процессе приватизации получило наименование ОАО «Березникихимстрой», И. И. Яхимец работал до выхода на пенсию. Жил в городе Березники, где умер 2 сентября 2006 года. Был похоронен на старом кладбище Березников.
В Архивном отделе города Березники имеются документы, относящиеся к И. И. Яхимцу.

## Награды
- Указом Президиума Верховного Совета СССР от 12 апреля 1974 года за выдающиеся производственные успехи и большой вклад в досрочное завершение строительства первой очереди Третьего Березниковского калийного комбината Яхимцу Ивану Ивановичу было присвоено звание Героя Социалистического Труда с вручением ордена Ленина и золотой медали «Серп и Молот».[3]
- Также был награжден орденами Трудового Красного Знамени (05.04.1971), «Знак Почёта» (18.10.1965) и медалями.